# Bodilus damarinus
Bodilus damarinus är en skalbaggsart som beskrevs av Hermann Julius Kolbe 1908. Bodilus damarinus ingår i släktet Bodilus och familjen Aphodiidae. Inga underarter finns listade.